# 남아메리카 성공회

남아메리카 성공회(스페인어: Iglesia Anglicana del Cono Sur de America)는 볼리비아, 아르헨티나, 우루과이, 칠레, 파라과이, 페루의 성공회이다. 세계성공회공동체 일원으로 활동하고 있다. 2007년 기준으로 남아메리카 성공회에는 22,000명의 교인이 있다.